# Porina similis
Porina similis är en lavart som beskrevs av Kalb & Vezda. Porina similis ingår i släktet Porina och familjen Porinaceae.   Inga underarter finns listade i Catalogue of Life.